# Antonivka, Tomașpil
Antonivka (în ucraineană Антонівка) este o comună în raionul Tomașpil, regiunea Vinnița, Ucraina, formată numai din satul de reședință.

## Demografie
Componența lingvistică a satului Antonivka
     Ucraineană (99,46%)
     Alte limbi (0,53%)
Conform recensământului din 2001, majoritatea populației satului Antonivka era vorbitoare de ucraineană (99,46%), existând în minoritate și vorbitori de alte limbi.